# Leonardo-Gletscher
Der Leonardo-Gletscher ist ein Gletscher an der Danco-Küste des Grahamlands auf der Antarktischen Halbinsel. Er mündet zwischen dem Sadler Point und dem Café Point in die Wilhelmina Bay.
Teilnehmer der Belgica-Expedition (1897–1899) des belgischen Polarforschers Adrien de Gerlache de Gomery nahmen eine erste Kartierung vor. Das UK Antarctic Place-Names Committee benannte ihn 1960 nach dem italienischen Universalgelehrten und Künstler Leonardo da Vinci (1452–1519).